# Dunkelgrüne Flechteneule

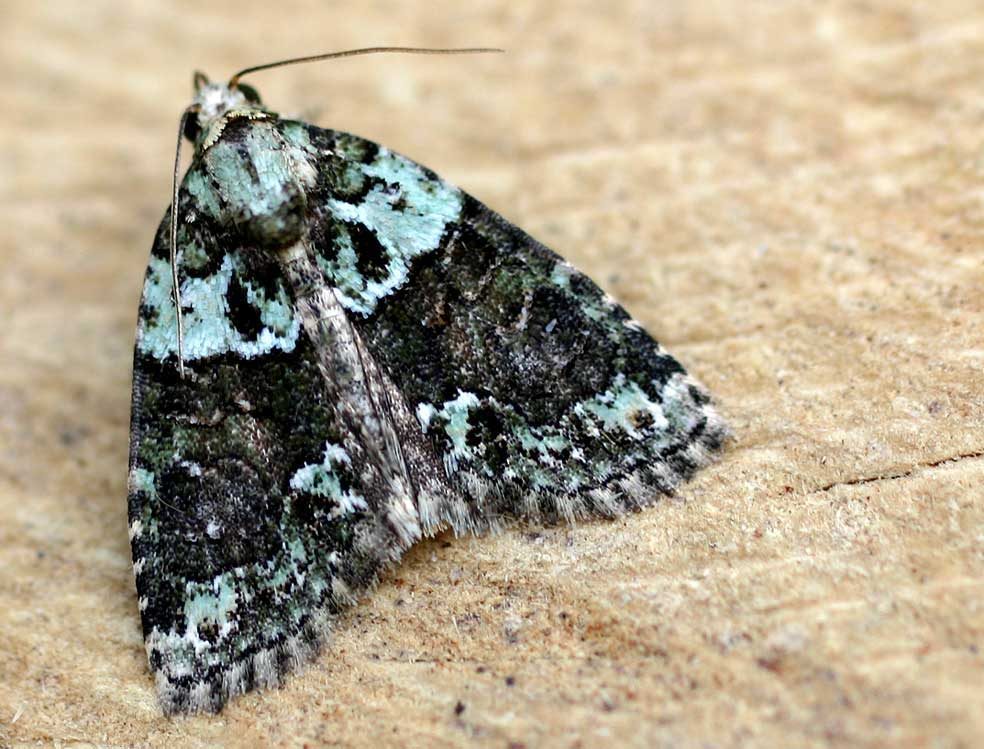
Dunkelgrüne Flechteneule

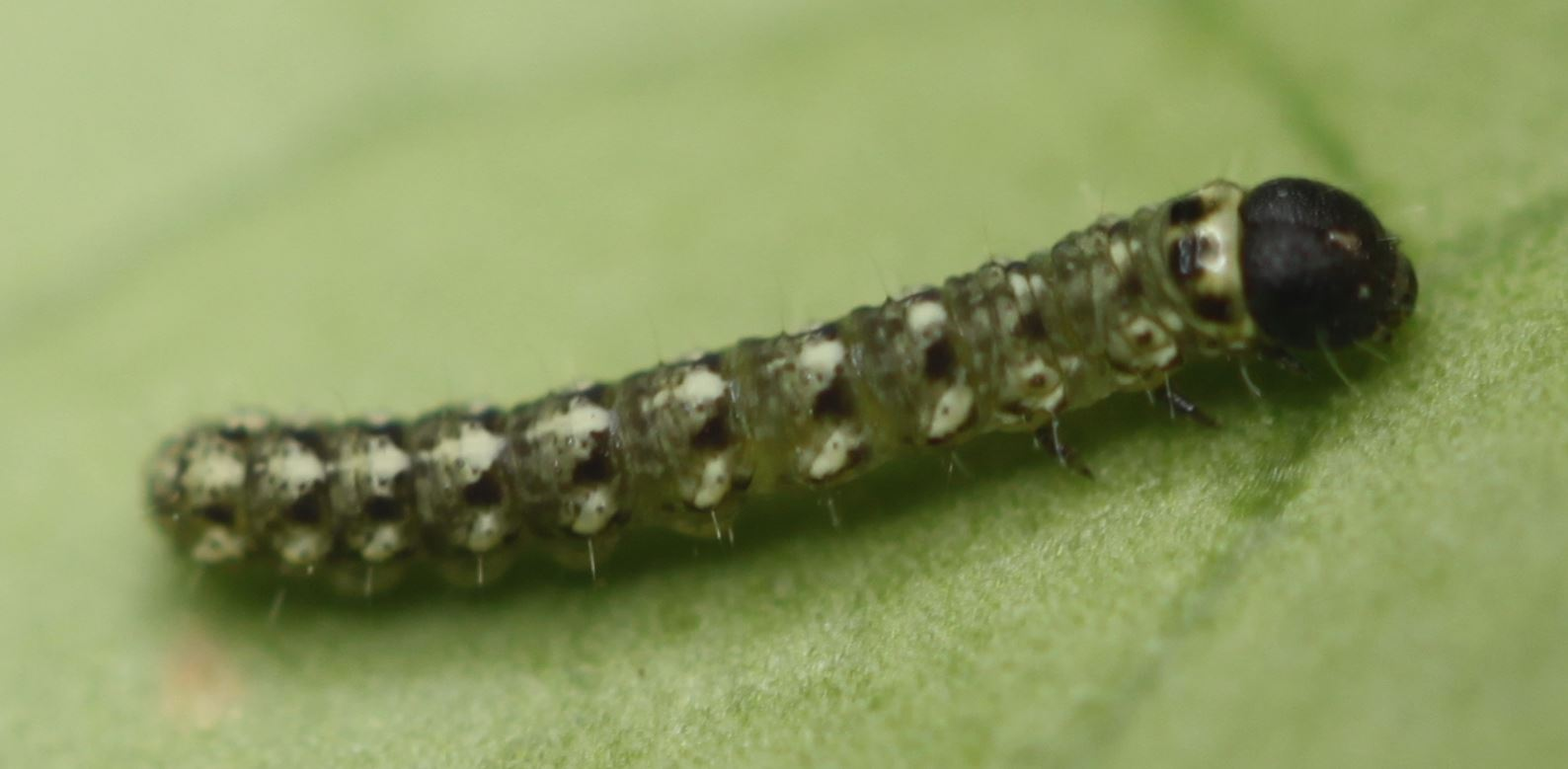
Raupe

Die Dunkelgrüne Flechteneule (Cryphia algae) ist ein Schmetterling (Nachtfalter) aus der Familie der Eulenfalter (Noctuidae). In den vergangenen 250 Jahren wurden verschiedene deutsche Bezeichnungen für diese Art erfunden und veröffentlicht, von denen sich aber keine eingebürgert hat oder allgemein bekannt geworden ist: Aepfeleule, Aepfel-Eulenphalene, Die teutsche Steinflechteneule, Plündrerin, Moosgrün-Bindchen, Algen-Eulchen, Algeneule, Dunkelgrüne Algeneule, Baumflechteneule, Hain-Baumflechteneulchen.

## Merkmale
Die Falter erreichen eine Flügelspannweite von 22 bis 26 Millimetern. Ihre Vorderflügel sind farblich grau oder schwarzgrau und moosgrün gemischt. Das Wurzelfeld ist heller als das Mittelfeld. Das Saumfeld ist oft grünlich. Die Hinterflügel sind graubraun, im Wurzelbereich etwas heller.

## Ähnliche Arten
- Cryphia pallida (Bethune Baker, 1894)
- Cryphia ochsi (Boursin, 1940)
- Cryphia rungsi (Boursin, 1940)
- Cryphia receptricula (Hübner, 1813)

## Synonyme
- Noctua algae (Fabricius, 1775)
- Phalaena algae (Fabricius, 1775)
- Bryophila algae (Fabricius, 1775)
- Metachrostis algae (Fabricius, 1775)
- Euthales algae (Fabricius, 1775)
- Noctua degener (Denis & Schiffermüller, 1775)
- Noctua spoliatricula (Denis & Schiffermüller, 1775)
- Phalaena Noctua calligrapha (Borkhausen, 1792)
- Phalaena Noctua chloris (Borkhausen, 1792)
- Noctua mendacula (Hübner, 1813)

## Verbreitung und Vorkommen
Die Art ist von Südeuropa durch Mitteleuropa und weiter Richtung Norden bis zur Nord- und Ostsee verbreitet. Aus Großbritannien, Dänemark, Finnland und den Baltischen Staaten liegen Einzelbeobachtungen vor, die als Zuwanderer interpretiert wurden. In Asien wurde die Dunkelgrüne Flechteneule aus Kleinasien, dem Kaukasus, Turkmenistan und dem Irak gemeldet. Diese Angaben bedürfen einer Bestätigung, da Verwechselungen mit ähnlichen Arten nicht auszuschließen sind. Die Dunkelgrüne Flechteneule lebt bevorzugt in Laub- und Mischwäldern, Siedlungsgebieten, auf Streuobstwiesen und generell in Gegenden, die Laubhölzer mit reichlichem Flechtenbewuchs beinhalten.

## Lebensweise
Die Falter sind nachtaktiv und leben sehr versteckt. Sie sitzen an mit Flechten bewachsenen Baumstämmen, wo sie aufgrund ihrer Tarnfärbung für Fressfeinde kaum zu erkennen sind. Die Raupen ernähren sich von Flechten an Laub- und Obstbäumen und sind besonders an alten Eichen zu finden.

### Flug- und Raupenzeiten
Die Falter fliegen von Juli bis August. Die Raupen findet man ab September. Diese überwintern und verpuppen sich im Juni des folgenden Jahres.